# Laòdice VI
Laodice (en llatí Laodice en grec antic Λαοδίκη) va ser una princesa selèucida, filla d'Antíoc IV Epífanes i de Laodice IV
Va acompanyar al ministre Heràclides a Roma, quan aquest va decidir presentar les reclamacions al tron de l'usurpador Alexandre Balas, potser un impostor que es feia passar per fill d'Antíoc IV i que després va ser rei (154 aC-147 aC) en contra de Demetri I Soter que en aquell moment ocupava el tron de Síria. En el decret del senat romà en favor de Balas, Laodice es va associar al seu suposat germà i potser fins i tot va ser proclamada reina amb ell a la mort de Demetri I, segons Polibi. Un epítom de Titus Livi menciona una " Laodice regina" executada per ordre d'Ammoni, ministre d'Alexandre Balas, que probablement podria ser aquesta reina, encara que altres suposen que en realitat era la dona de Demetri I.